# Northeaster
Northeaster è uno dei diversi dipinti con soggetto marino della fine del XIX secolo del pittore americano Winslow Homer. Come The Fog Warning e Breezing Up, lo dipinse durante il suo soggiorno nel Maine. È esposto nel Metropolitan Museum of Art di New York. Nel quadro è rappresentato il contrasto tra il mare e gli scogli. Winslow Homer eccelle nella rappresentazione di paesaggi marini e montuosi. 

## Descrizione
Dopo un lungo viaggio, Homer si stabilì a Prouts Neck, nel Maine. Ebbe uno studio costruito appositamente per lui, che fu completato nel  1884, dipinse soggetti marini, incluse le dure vite dei pescatori e delle loro famiglie. Scelse di non rappresentare il mare come unico soggetto ed era attratto soprattutto dalle tempeste marine. Durante questo periodo dipinse una vasta collezione di paesaggi marini come The Gulf Stream (1899), Moonlight – Wood's Island Light (1886), Northeaster (1895) e Early Morning After a Storm at Sea (1902). Molti dei suoi dipinti rappresentano il confronto tra il mare e gli scogli, e le onde che si infrangono su di essi. Si dice che "sono tra le espressioni più forti di tutta l'arte della potenza e della pericolosa bellezza del mare". Northeaster mostra le onde mentre soffia il Noreaster. Si tratta di tempeste che colpiscono la costa orientale  degli Stati Uniti e prendono il nome dalla direzione in cui soffia il vento. Il dipinto è datato 1895, ma Homer lo rielaborò nel 1901.

### Collocazione
Northeaster si trovava alla M. Knoedler and Company di New York nel 1895 e nel 1895–96 con Thomas B. Clarke, sempre a New York. Successivamente tornò da Homer nel Maine. Nel 1900 tornò nuovamente da  Knoedler. Dal 1901 al 1910 fu ottenuto da George A. Hearn, sempre a New York, il quale lo donò al Metropolitan Museum.